# 莽山
莽山，位於中国湖南省郴州市宜章县最南端，地处湘粤交界地带，因蟒蛇出没、林海莽莽而得名。莽山是全球同纬度最大的原始森林，有“中国原始生态第一山”之称，建有国家森林公园、国家级自然保护区，是国家4A级旅游景区。
世界面積最大的濕潤亞熱帶地區，它的動植物資源豐富，享有「地球同緯度帶上的綠色明珠」和「動植物基因庫」的美稱。